# 49481 Ґізелларубіні
49481 Ґізелларубіні (49481 Gisellarubini) — астероїд головного поясу, відкритий 24 січня 1999 року.
Тіссеранів параметр щодо Юпітера — 3,210.